# 邱晧洲
邱晧洲（Chiou Hau-Jou，1979年9月3日—），台灣導演。指導過《落日》和《黑盒子》等戲劇作品。

## 經歷
- 世新大學 廣播電視電影學系碩士
- 世新大學 廣電系 兼任講師

## 作品

### 戲劇
- 2009年 《不死搖滾夢》 (公共電視 人生劇展)
- 2010年 《第一次當爸爸就上手》 (客家電視台 電視電影)
- 2011年 《嫁掉頭家娘》 (客家電視台 電視電影)
- 2012年 《神仙谷事件》 (客家電視台 迷你劇集)
- 2012年 《白色之戀》 (中天電視 偶像劇)
- 2013年 《萌學園五異界對決》（東森幼幼台）
- 2013年 《便利人生》（緯來電影台）
- 2013年 《海海人生》（原劇名《彩虹的那一邊》前五集）（華視）
- 2014年 《B棟8樓》 _以2003年SARS危機為題材（民視）
- 2015年 《愛的真諦》(大愛電視台長情劇)
- 2015年 《落日》_改編楊日松法醫生平（客家電視台）
- 2015年 《聶小倩》（衛視中文台）
- 2016年 《黑盒子》 (客家電視台 單元劇)
- 2016年 《學院傳說桃花緣》(樂視網路劇)
- 2017年 《暗黑者3》(騰訊視頻)聯合導演
- 2018年 《我的波塞冬》(芒果TV)總導演
- 2019年 電影《下一任：前任》聯合導演
- 2019年 《他的微笑》(愛奇藝)首部互動劇導演
- 2019年 《生死接線員》(公共電視，Netflix)導演
- 2020年 電影《發財日記》執行導演
- 2021年 《魚生知有你》（優酷視頻）總導演
- 2025年 《獨佔接班人》導演（LINE TV、愛奇藝）
- 2025年 《歡迎光臨 二代咖啡》導演（東森戲劇台）
- 2025年 《宇宙的源頭就是愛》導演（大愛電視台）

### 電影
- 2025年 《夏日最後的祕密》導演
- 2026年 《厄魂》導演

## 獎項
- 《嫁掉頭家娘》 入圍2011年新加坡亞洲電視節 最佳電視電影單元劇獎項
- 《落日》 入圍第五十一屆電視金鐘獎 連續劇最佳導演獎項
- 《黑盒子》 入圍第五十一屆電視金鐘獎 迷你劇集最佳導演獎項

- 《落日》 入圍2016年 台灣第五十一屆金鐘獎戲劇節目最佳導演獎項
- 《黑盒子》 入圍2016年 台灣第五十一屆金鐘獎迷你劇集最佳導演獎項
- 《黑盒子》 入圍2016年新加坡亞洲電視節 最佳導演獎項